# 1943 au Maroc
Chronologie du Maroc
- 1939
- 1940
- 1941
- 1942
- 1943
- 1944
- 1945
- 1946
- 1947

Cet article présente les faits marquants de l'année 1943 au Maroc ou relatifs au Maroc.

## Événements
- Conférence d’Anfa